# Jean-François Bettex
Jean-François Bettex (Combremont-le-Grand, 19 marzo 1816 – Yverdon, 13 marzo 1887) è stato un giudice e politico svizzero.

## Biografia
Figlio di César Bettex, agricoltore, dopo aver frequentato la scuola magistrale a Losanna, proseguì gli studi in Germania. Sposò Louise-Marianne Roulet, figlia di Marc-Louis Roulet, macellaio. Insegnò a Bonvillars e dal 1840 a Yverdon. Fu giudice supplente dal 1847 al 1849, giudice nel 1850, cancelliere del tribunale civile dal 1851 al 1870 e del tribunale penale del distretto di Yverdon dal 1852 al 1862. Dal 1883 al 1887 fu sostituto giudice di pace del circondario di Yverdon. Esponente radicale, ricoprì le cariche di deputato al Gran Consiglio vodese dal 1847 al 1851 e di Consigliere nazionale dal 1848 al 1851.